# Remichampagne
Remichampagne (en wallon : R'mîtchampagne) est un village de la commune belge de Vaux-sur-Sûre située en Région wallonne dans la province de Luxembourg.

## Étymologie
Orthographié Remichanpaigne en 1469 et Remy-Champagne en 1629, le nom du village vient du patronyme germanique Ramo ou Remo présent aussi dans les localités voisines de Remience et Remoiville. Champagne signifiant Champ ou Campagne.

## Situation et description
Remichampagne est un petit village ardennais situé à 500 m à l'est de l’autoroute A26/E25 et à 10 km au sud-ouest de Bastogne. L'altitude y avoisine les 450 m. Plusieurs anciennes fermes en pierre du pays (schiste) dont certaines sont toujours en activité jalonnent les rues de cette localité assez concentrée et entourée de grandes pairies.

## Histoire
Jusqu'en 1823, Remichampagne est une commune indépendante. Ensuite, Remichampagne, Assenois et Remoiville sont réunies dans la commune d'Hompré jusqu’à la fusion des communes de 1977.

## Patrimoine
La petite église aux murs recouverts de crépi est dédiée à Saint Servais. Elle possède un clocher à bulbe.

## Activités
Remichampagne possède une école communale.